# Leishmania enriettii
Leishmania enriettii ist ein parasitärer Einzeller, der ausschließlich Meerschweinchen befällt und bei diesen eine Hautleishmaniose verursacht. Diese Wirtsspezifität ist bei Leishmanien eher untypisch und macht den Erreger auch als Modellorganismus zur Erforschung der Leishmaniose des Menschen interessant. Der Vektor ist unbekannt.
Die geißellose Form (Amastigot) von L. enriettii ist elliptisch und im Mittel 5,2×2,5 µm groß. Zellkern und Kinetoplast sind im gefärbten mikroskopischen Präparat gut erkennbar. Kennzeichnend ist, dass innerhalb der Zelle ein bis drei Fibrillen als Rest der Geißel sichtbar sind. Die begeißelte Form (Promastigot) tritt in Kulturen und vermutlich im wirbellosen Vektor auf. Sie 8–10×3–4 µm groß und besitzt eine 10–14 µm lange Geißel.